# Bupalus anomalarius
Bupalus anomalarius är en fjärilsart som beskrevs av Heine 1901. Bupalus anomalarius ingår i släktet Bupalus och familjen mätare. Inga underarter finns listade i Catalogue of Life.